# Prononciation arabe
La prononciation arabe est un phénomène linguistique étudié par trois sciences complémentaires qu'il convient de ne pas confondre : la phonétique, la phonologie, et l'orthophonie. Une approche plus avancée de l'orthophonie inclut l'étude de la cantillation des textes religieux.

## Phonétique
La phonétique analyse une langue conçue comme système de sons fondamentaux, les phones, d'un point de vue formel indépendant de son pouvoir de communication. Elle étudie la phonation, production des phones, et l'acoustique, leur perception auditive. La phonétique arabe se focalise sur les sons propres à la langue arabe qu'elle classe en deux groupes fondamentaux : les consonnes, et les voyelles.
Des consonnes remarquables, spécifiques aux langues sémitiques, sont les consonnes emphatiques. La coarticulation de consonnes emphatiques dans un même mot entraine des effets phonétiques importants.
Les voyelles sont simples ou diphtonguées. Les voyelles allophones résultent souvent de la proximité d'une consonne emphatique.

## Phonologie
La phonologie étudie comment les signes vocaux nommés phonèmes se combinent pour donner voix aux mots et aux phrases d'un langage utilisé comme outil de communication entre les hommes d'une même culture. L'étude phonologique de l'arabe permet de bien entendre (au sens d'écouter et de comprendre) la langue arabe.

## Orthophonie
L'orthophonie, la prononciation correcte de la langue, est la conclusion pratique de ces deux études complémentaires de la tradition orale des différentes communautés arabes au fil des temps. Pour y atteindre elle étudiera préalablement la découpe des mots en syllabes, la pose de l'accent tonique, mais aussi la cantillation dans le cas de la récitation liturgique de textes religieux.

### Cantillation coranique
La cantillation du Coran est la prononciation des prières rituelles de l'islam sur un mode chanté. Son prototype est l'appel à la prière du muezzin, le adhan, et aussi l'iqama qui commence cette prière nommée en arabe salat.